# Королівська родина Данії

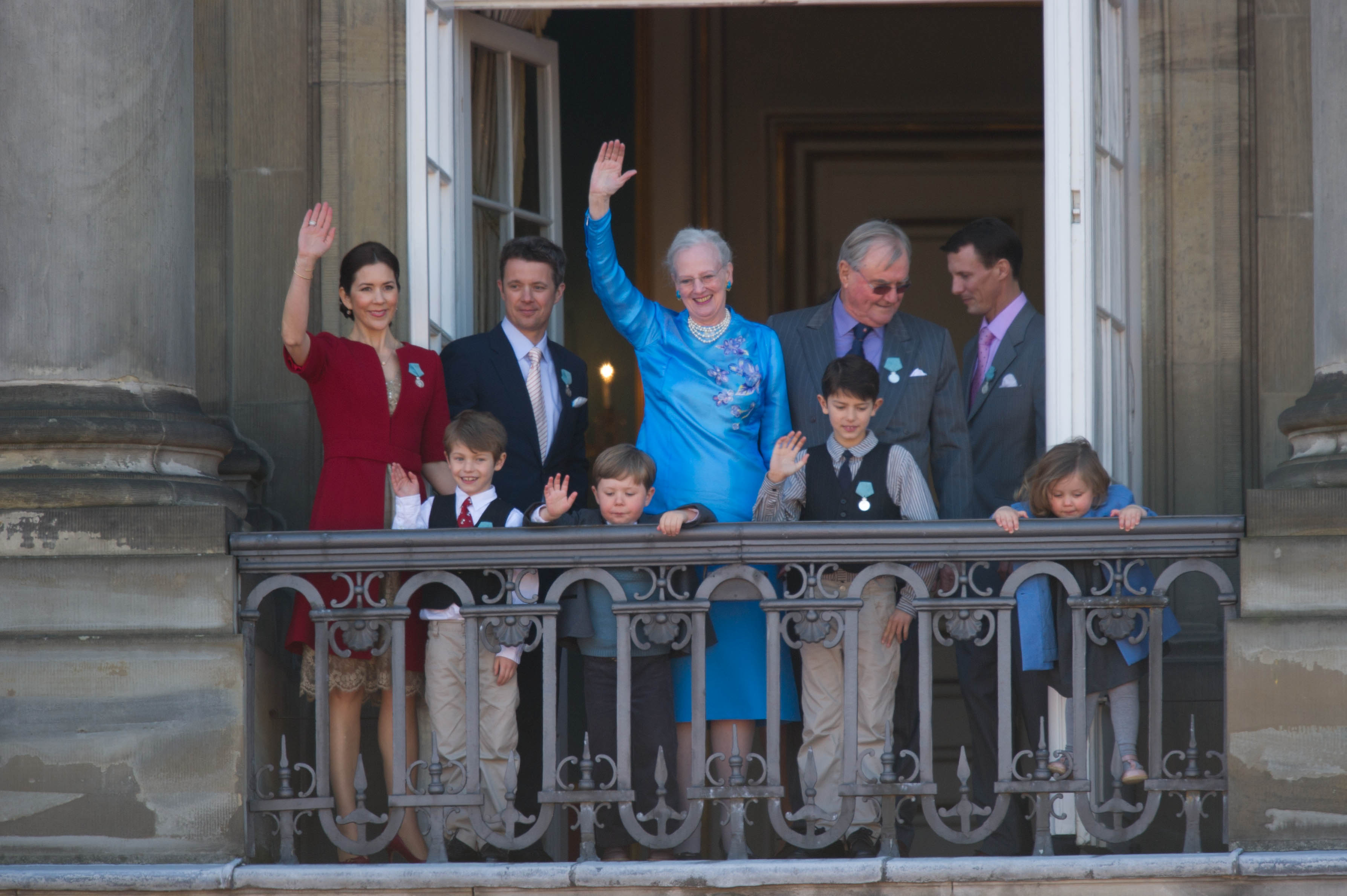
Королівська родина Данії під час святкування 70-річного ювілею королеви Маргрете II 16 квітня 2010 року, зліва направо: кронпринцеса Мері, принц Фелікс, кронпринц Фредерік, принц Крістіан, королева Маргрете II, принц Ніколай, принц-консорт Хенрік, принц Йоакім та принцеса Ізабелла

Королівська родина Данії – офіційна назва династичної родини правлячого монарха країни (королівського дому), а саме членів родини, які входять до черги на данський престол згідно з чинним порядком престолонаслідування, та їхніх подружжів. У наш час це визначення нерідко об’єднує усіх членів королівської родини.
Члени королівського дому як правило мають титули та предикати згідно з їх відношенням до монарха або престолу. Всі члени дому, за винятком королеви Маргрете II, мають титули Принців або Принцес Данських. Династичні діти монарха та спадкоємця престолу мають предикати (звернення) Його або Її Королівська Високість (Hans та Hendes Kongelige Højhed відповідно), у той час як інші члени династії – Його або Її Високість (Hans або Hendes Højhed відповідно). До королеви слід звертатися Її Величність (Hendes Majestæt).
Для членів королівського дому також діють інші, особливі правила, які відрізняються від звичайних законів. Наприклад, згідно з Конституцією Данії передбачено щорічні грошові виплати (апанажі), які надаються окремим членам королівської родини.
Королівська родина Данії є представниками дому Глюксбургів, який є гілкою Ольденбурзької династії, – так само, як і королівська родина Норвегії. Діти королеви та нащадки по чоловічій лінії також належать до дому Лаборд де Монпеза та мають паралельні титули графів або графинь де Монпеза згідно з королівським указом від 30 квітня 2008 року.
Данці надзвичайно прихильно ставляться до королівської родини; за даними опитувань, підтримку їм висловлюють від 82% до 92% громадян країни.

## Принци та принцеси
Данські королі одружувалися з монаршими особами Європи. Часто данський король був або сином, або близьким родичем попереднього. Римський історик Тацит у 98 р. н.е. писав, що "... часто на кожних виборах з'являлась людина з того ж роду, яка, як вважалося, мала божественне походження ... король германців мав ще одну важливу роль, оскільки він був правителем, проголошеним Богом". У Данії правили декілька королівських династій, останніми з яких є:
- Першим представником династії Ольденбургів був король Кристіан І, який зійшов на престол Данії у 1448 році. Він був сином Дітріха Щасливого, графа Ольденбурзького та Дельменгорстського, і графині Гедвіґи, яка була донькою графа Герхарда VI Гольштейнського та сестрою герцога Адольфа Шлезвігського. Таким чином по материнській лінії Кристіан був нащадком короля Еріка V Гліппінга у шостому коліні. Король Фредерік VII був останнім з Ольденбурзької династії, оскільки у нього не було дітей. Він був сином Кристіана VIII та королеви Шарлотти-Фредеріки[en]. Загалом 16 королів Ольденбурзької династії правили Данією протягом 415 років.
- У 1863 році король Кристіан IX став першим представником дому Глюксбургів. Він був сином герцога Фредеріка Вільгельма Глюксбурзького та принцеси Луїзи Кароліни Гессен-Кассельської (сестри дружини короля Фредеріка  VI). По батьківській лінії король був нащадком Кристіана III, а по материнській лінії – Фредеріка V.

## Члени королівської родини

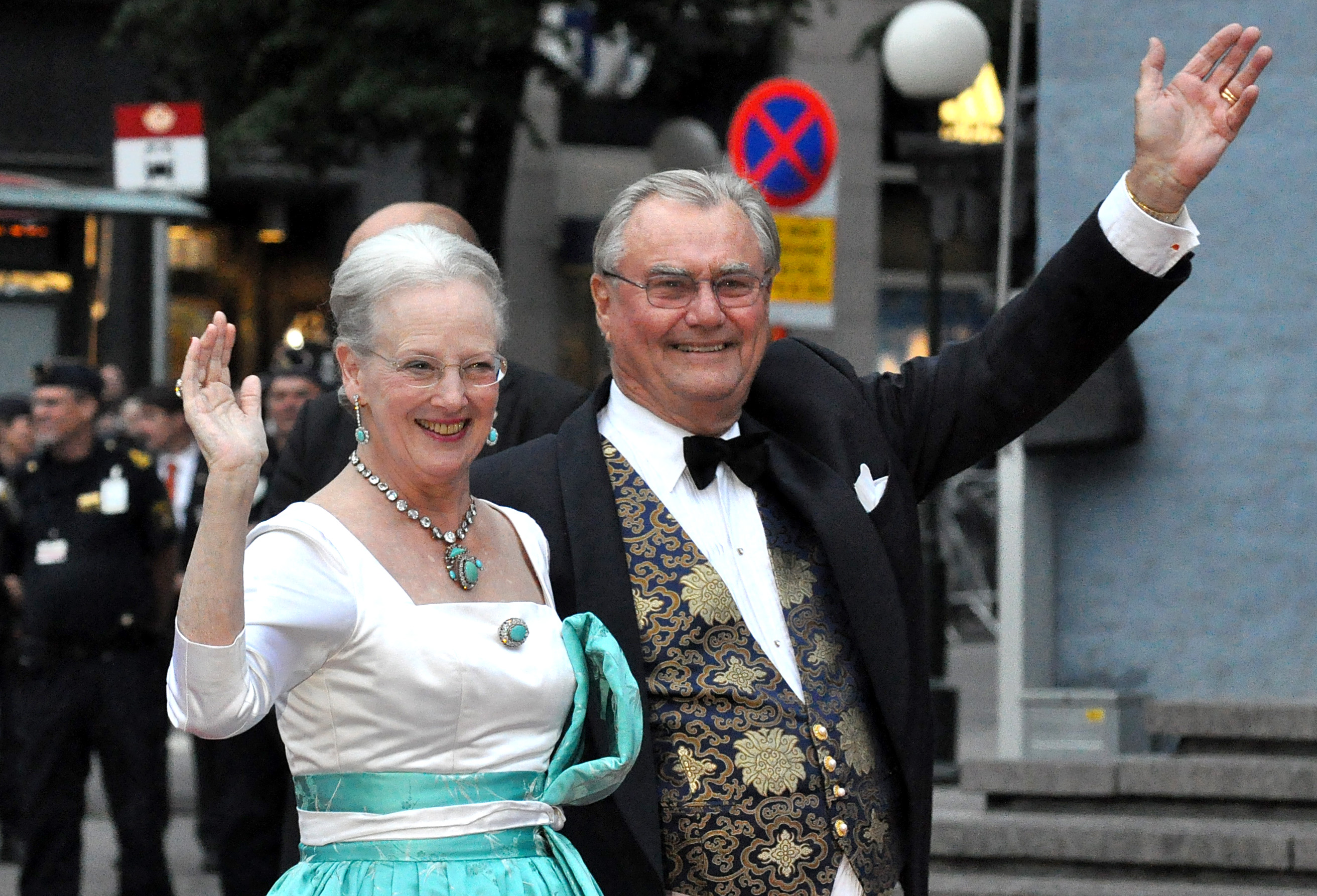
Королева Маргрете II з чоловіком, принцом Хенріком, 2010 рік

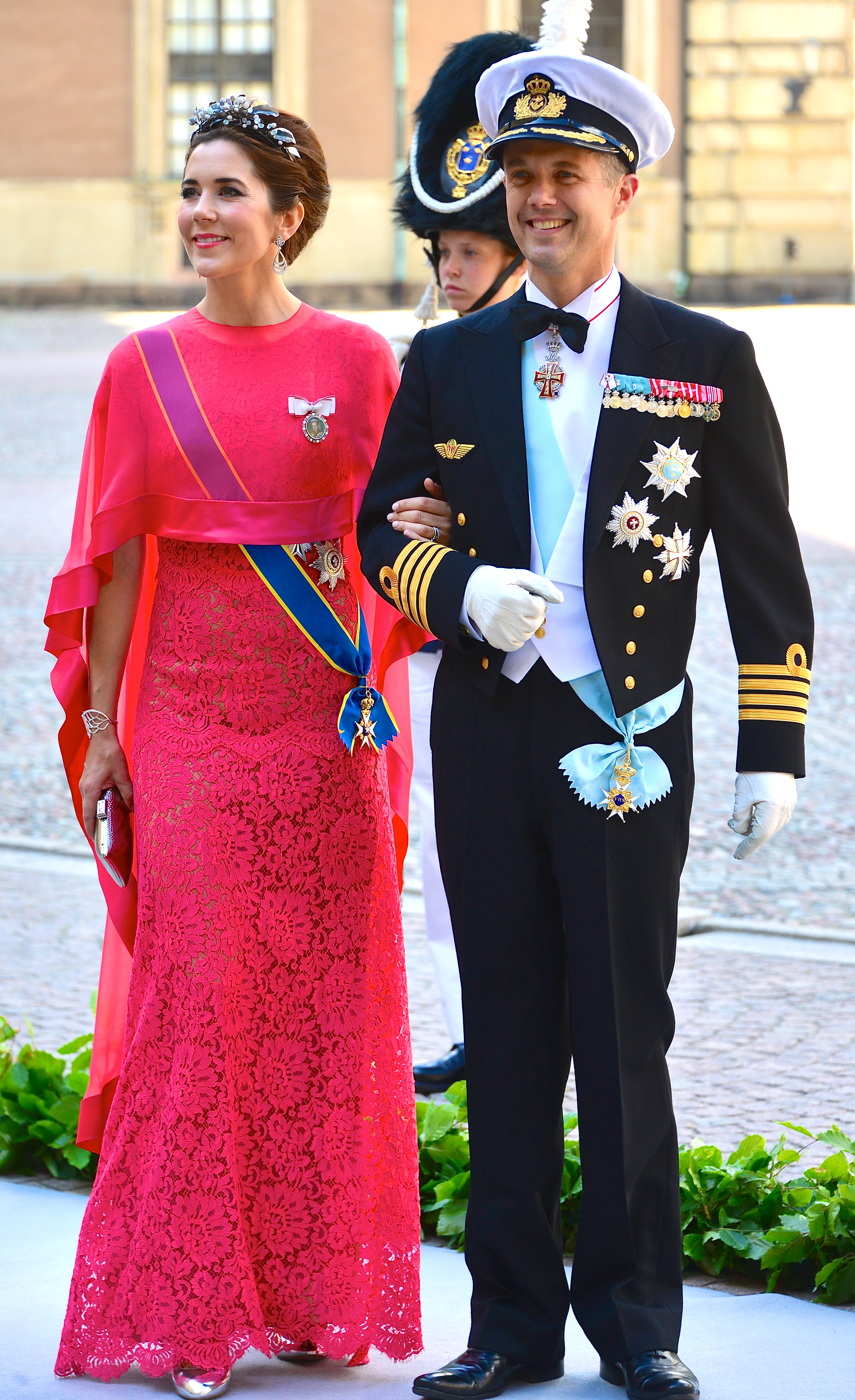
Кронпринц Фредерік з дружиною, кронпринцесою Мері, на весіллі шведської принцеси Мадлен, 2013 рік

До королівської родини Данії належать:
- Маргрете II,колишня королева Данії
  - Король Фредерік та королева Мері
    - Принц Крістіан
    - Принцеса Ізабелла
    - Принц Вінсент
    - Принцеса Йозефіна

  - Принц Йоакім та принцеса Марі (Її Світлість Александра Крістіна, графиня Фредеріксборзька, перша дружина принца Йоакіма, вийшла з королівського дому 3 березня 2007 року) 
    - Принц Ніколай
    - Принц Фелікс
    - Принц Генрік
    - Принцеса Афіна

  - Принцеса Бенедикта та її чоловік принц Ріхард цу Зайн-Вітгенштейн-Берлебург (помер 13 березня 2017 року)
    - Принц Густав цу Зайн-Вітгенштейн-Берлебург
    - Принцеса Александра цу Зайн-Вітгенштейн-Берлебург та її чоловік, Джефферсон Пфайль унд Кляйн-Ельґут
      - Ріхард фон Пфайль унд Кляйн-Ельґут
      - Інгрід фон Пфайль унд Кляйн-Ельґут

    - Принцеса Наталі цу Зайн-Віттґенштейн та її чоловік, Александр Йогансманн
      - Костянтин цу Зайн-Вітгенштейн-Берлебург-Йогансманн
      - Луїза цу Зайн-Вітгенштейн-Берлебург-Йогансманн
- Анна-Марія, королева Греції
  - Павло, спадковий король Греції
  - Алексія Ольденбурзька
  - Микола Ольденбурзький
  - Теодора Ольденбурзька
  - Філіппос Ольденбурзький
- Принцеса Єлизавета (донька принца Кнуда)

### Королівська родина Греції
Більшість членів звергнутої королівської родини Греції мають титули принців або принцес Грецьких та Данських з предикатами Його або Її Високість відповідно згідно з королівським указом 1774 року і є нащадками короля Георга І Грецького. Він, будучи сином майбутнього короля Кристіана IX, зберіг титул принца Данії незважаючи на те, що 1863 року був обраний на престол Греції. До 1953 року його династичні нащадки по чоловічій лінії мали місця у черзі на данський престол. Хоча жодна постанова уряду Данії не відкликала право використання титулів принців для нащадків Георга І: ані для тих, хто жив у 1953 році, ані для тих, хто народився пізніше або одружився з людьми, які згодом стали членами королівської родини. 
Троє членів королівської родини Греції не носять титулів принцес Данських із предикатом Її Високість:
- Марина, дружина (консорт) Михайла, принца Грецького та Данського
  - Принцеса Александра, пані Мірзаянц
  - Принцеса Ольга, герцогиня Апулійська

Наступні члени родини, які були консортами правлячих монархів, були уродженими принцом та принцесою Грецькими та Данськими, хоча вони і не є нащадками короля Костянтина та королеви Анни-Марії:
- Софія, королева Іспанії (сестра короля Костянтина)
- Принц Філіп, герцог Едінбурзький (син Андрія, принца Грецького та Данського, онук короля Георга І Грецького)

### Королівська родина Норвегії
Члени королівського дому Норвегії по чоловічій лінії є нащадками короля Данії Фредеріка VIII, прадіда королеви Маргрете II. Гокона VII (уродженого принца Карла Данського) як молодшого сина Фредеріка VIII було запрошено правити іншою країною; майже як і його дядька, Георга І Грецького. Так само, як і нащадки грецької гілки, члени норвезької більше не мають права на данську корону, проте, на відміну від грецької королівської родини, вони відмовились від використання данських титулів після вступу на престол Норвегії у 1905 році.

### Герцоги Шлезвіг-Гольштейнські
Герцоги Шлезвіг-Гольштейнські по чоловічій лінії є нащадками короля Крістіана III. Як і грецькі нащадки данської королівської родини, члени шлезвіг-гольштейнської гілки не мають прав на престол Данії. Вони також відмовились від використання данських королівських титулів при вступі на свій престол у 1564 році.

### Графи та графині Розенборзькі
Данські принци, які одружувалися без згоди монарха, втрачали свої права на престол та королівські титули. Згодом колишнім членам династії зазвичай надавався титул графів Розенборзьких та предикат Його Світлість. Графи разом зі своїми дружинами та нащадками по чоловічій лінії представлені у наступному списку:
- Граф Інґольф Розенборзький та графиня Суссі Розенборзька (старший син принца Кнуда Данського та його дружина)
- Графині Жозефіна, Камілла та Феодора Розенборзькі (доньки принца молодшого сина принца Кнуда Данського, графа Кристіана Розенборзького, та його дружини графині Анни Дорте Розенборзької)
- Граф Ульрік Розенборзький та графиня Джуді Розенборзька (син молодшого сина принца Гаральда Данського, графа Олуфа Розенборзького, та його дружина)
  - Граф Філіп Розенборзький (син графа Ульріка)
  - Графиня Катаріна Розенборзька (донька графа Ульріка)
- Графиня Шарлотта Розенборзька (донька молодшого сина принца Гаральда Данського, графа Олуфа Розенборзького)
- Граф Аксель Розенборзький та графиня Ютта Розенборзька (старший син молодшого сина принца Акселя Данського, графа Флеммінга Вальдемара Розенборзького, та його дружина)
  - Графи Карл Йохан та Александр Розенборзькі (сини графа Акселя)
  - Графині Юлія та Дезіре Розенборзькі (доньки графа Акселя)
- Граф Біргер Розенборзький та графиня Лінне Розенборзька (другий син молодшого сина принца Акселя Данського, графа Флеммінга Вальдемара Розенборзького, та його дружина)
  - Графиня Бенедикта Розенборзька (донька графа Біргера)
- Граф Карл Йохан Розенборзький та графиня Ліза Жанна Розенборзька (третій син молодшого сина принца Акселя Данського, графа Флеммінга Вольдемара Розенборзького, та його дружина)
  - Графині Кароліна та Жозефіна Розенборзькі (доньки графа Карла Йохана)
- Графиня Дезіре Розенборзька (донька молодшого сина принца Акселя Данського, графа Флеммінга Вальдемара Розенборзького)
- Графиня Карін Розенборзька (вдова графа Кристіана Розенборзького, сина третього сина принца Вальдемара Данського, графа Еріка Розенборзького)
  - Граф Вальдемар Розенборзький (син графа Кристіана)
    - Граф Ніколай Розенборзький (син графа Вальдемара)
    - Графиня Марія Розенборзька (донька графа Вальдемара)

  - Графиня Марина Розенборзька (донька графа Кристіана)

## Генеалогічне дерево королівської родини Данії
|                       |                       |                       |                       |                       |                       |                    |                    |                    |                    |                   |                   |                   |                   |                 |                 |                                              |                                              |                                              |                                              |                                              |                                              |  |  |                              |                              |                              |                              | Король Кристіан Х            | Король Кристіан Х            | Король Кристіан Х | Король Кристіан Х | Король Кристіан Х           | Король Кристіан Х           |                             |                             | Королева Александріна                             | Королева Александріна                             | Королева Александріна                             | Королева Александріна                             | Королева Александріна                             | Королева Александріна                             |              |              |              |              |              |              |                         |                         |                         |                         |                            |                            |                            |                            |                                |                                |                                |                                |                                |                                |  |  |  |  |
|                       |                       |                       |                       |                       |                       |                    |                    |                    |                    |                   |                   |                   |                   |                 |                 |                                              |                                              |                                              |                                              |                                              |                                              |  |  |                              |                              |                              |                              | Король Кристіан Х            | Король Кристіан Х            | Король Кристіан Х | Король Кристіан Х | Король Кристіан Х           | Король Кристіан Х           |                             |                             | Королева Александріна                             | Королева Александріна                             | Королева Александріна                             | Королева Александріна                             | Королева Александріна                             | Королева Александріна                             |              |              |              |              |              |              |                         |                         |                         |                         |                            |                            |                            |                            |                                |                                |                                |                                |                                |                                |  |  |  |  |
|                       |                       |                       |                       |                       |                       |                    |                    |                    |                    |                   |                   |                   |                   |                 |                 |                                              |                                              |                                              |                                              |                                              |                                              |  |  |                              |                              |                              |                              |                              |                              |                   |                   |                             |                             |                             |                             |                                                   |                                                   |                                                   |                                                   |                                                   |                                                   |              |              |              |              |              |              |                         |                         |                         |                         |                            |                            |                            |                            |                                |                                |                                |                                |                                |                                |  |  |  |  |
|                       |                       |                       |                       |                       |                       |                    |                    |                    |                    |                   |                   |                   |                   |                 |                 |                                              |                                              |                                              |                                              |                                              |                                              |  |  |                              |                              |                              |                              |                              |                              |                   |                   |                             |                             |                             |                             |                                                   |                                                   |                                                   |                                                   |                                                   |                                                   |              |              |              |              |              |              |                         |                         |                         |                         |                            |                            |                            |                            |                                |                                |                                |                                |                                |                                |  |  |  |  |
|                       |                       |                       |                       | Король Фредерік IX    | Король Фредерік IX    | Король Фредерік IX | Король Фредерік IX | Король Фредерік IX | Король Фредерік IX |                   |                   | Королева Інгрід   | Королева Інгрід   | Королева Інгрід | Королева Інгрід | Королева Інгрід                              | Королева Інгрід                              |                                              |                                              |                                              |                                              |  |  |                              |                              |                              |                              |                              |                              |                   |                   |                             |                             |                             |                             |                                                   |                                                   |                                                   |                                                   |                                                   |                                                   |              |              |              |              |              |              | Кронпринц Кнуд Данський | Кронпринц Кнуд Данський | Кронпринц Кнуд Данський | Кронпринц Кнуд Данський | Кронпринц Кнуд Данський    | Кронпринц Кнуд Данський    |                            |                            | Кронпринцеса Кароліна-Матильда | Кронпринцеса Кароліна-Матильда | Кронпринцеса Кароліна-Матильда | Кронпринцеса Кароліна-Матильда | Кронпринцеса Кароліна-Матильда | Кронпринцеса Кароліна-Матильда |  |  |  |  |
|                       |                       |                       |                       | Король Фредерік IX    | Король Фредерік IX    | Король Фредерік IX | Король Фредерік IX | Король Фредерік IX | Король Фредерік IX |                   |                   | Королева Інгрід   | Королева Інгрід   | Королева Інгрід | Королева Інгрід | Королева Інгрід                              | Королева Інгрід                              |                                              |                                              |                                              |                                              |  |  |                              |                              |                              |                              |                              |                              |                   |                   |                             |                             |                             |                             |                                                   |                                                   |                                                   |                                                   |                                                   |                                                   |              |              |              |              |              |              | Кронпринц Кнуд Данський | Кронпринц Кнуд Данський | Кронпринц Кнуд Данський | Кронпринц Кнуд Данський | Кронпринц Кнуд Данський    | Кронпринц Кнуд Данський    |                            |                            | Кронпринцеса Кароліна-Матильда | Кронпринцеса Кароліна-Матильда | Кронпринцеса Кароліна-Матильда | Кронпринцеса Кароліна-Матильда | Кронпринцеса Кароліна-Матильда | Кронпринцеса Кароліна-Матильда |  |  |  |  |
|                       |                       |                       |                       |                       |                       |                    |                    |                    |                    |                   |                   |                   |                   |                 |                 |                                              |                                              |                                              |                                              |                                              |                                              |  |  |                              |                              |                              |                              |                              |                              |                   |                   |                             |                             |                             |                             |                                                   |                                                   |                                                   |                                                   |                                                   |                                                   |              |              |              |              |              |              |                         |                         |                         |                         |                            |                            |                            |                            |                                |                                |                                |                                |                                |                                |  |  |  |  |
|                       |                       |                       |                       |                       |                       |                    |                    |                    |                    |                   |                   |                   |                   |                 |                 |                                              |                                              |                                              |                                              |                                              |                                              |  |  |                              |                              |                              |                              |                              |                              |                   |                   |                             |                             |                             |                             |                                                   |                                                   |                                                   |                                                   |                                                   |                                                   |              |              |              |              |              |              |                         |                         |                         |                         |                            |                            |                            |                            |                                |                                |                                |                                |                                |                                |  |  |  |  |
| Хенрік, принц-консорт | Хенрік, принц-консорт | Хенрік, принц-консорт | Хенрік, принц-консорт | Хенрік, принц-консорт | Хенрік, принц-консорт |                    |                    | Королева           | Королева           | Королева          | Королева          | Королева          | Королева          |                 |                 | Принцеса-вдова Зайн-Вітгенштейн-Берлебурзька | Принцеса-вдова Зайн-Вітгенштейн-Берлебурзька | Принцеса-вдова Зайн-Вітгенштейн-Берлебурзька | Принцеса-вдова Зайн-Вітгенштейн-Берлебурзька | Принцеса-вдова Зайн-Вітгенштейн-Берлебурзька | Принцеса-вдова Зайн-Вітгенштейн-Берлебурзька |  |  | Костянтин II, король Греції* | Костянтин II, король Греції* | Костянтин II, король Греції* | Костянтин II, король Греції* | Костянтин II, король Греції* | Костянтин II, король Греції* |                   |                   | Анна-Марія, королева Греції | Анна-Марія, королева Греції | Анна-Марія, королева Греції | Анна-Марія, королева Греції | Анна-Марія, королева Греції                       | Анна-Марія, королева Греції                       |                                                   |                                                   |                                                   |                                                   |              |              |              |              |              |              |                         |                         |                         |                         | принцеса Єлизавета Данська | принцеса Єлизавета Данська | принцеса Єлизавета Данська | принцеса Єлизавета Данська | принцеса Єлизавета Данська     | принцеса Єлизавета Данська     |                                |                                |                                |                                |  |  |  |  |
| Хенрік, принц-консорт | Хенрік, принц-консорт | Хенрік, принц-консорт | Хенрік, принц-консорт | Хенрік, принц-консорт | Хенрік, принц-консорт |                    |                    | Королева           | Королева           | Королева          | Королева          | Королева          | Королева          |                 |                 | Принцеса-вдова Зайн-Вітгенштейн-Берлебурзька | Принцеса-вдова Зайн-Вітгенштейн-Берлебурзька | Принцеса-вдова Зайн-Вітгенштейн-Берлебурзька | Принцеса-вдова Зайн-Вітгенштейн-Берлебурзька | Принцеса-вдова Зайн-Вітгенштейн-Берлебурзька | Принцеса-вдова Зайн-Вітгенштейн-Берлебурзька |  |  | Костянтин II, король Греції* | Костянтин II, король Греції* | Костянтин II, король Греції* | Костянтин II, король Греції* | Костянтин II, король Греції* | Костянтин II, король Греції* |                   |                   | Анна-Марія, королева Греції | Анна-Марія, королева Греції | Анна-Марія, королева Греції | Анна-Марія, королева Греції | Анна-Марія, королева Греції                       | Анна-Марія, королева Греції                       |                                                   |                                                   |                                                   |                                                   |              |              |              |              |              |              |                         |                         |                         |                         | принцеса Єлизавета Данська | принцеса Єлизавета Данська | принцеса Єлизавета Данська | принцеса Єлизавета Данська | принцеса Єлизавета Данська     | принцеса Єлизавета Данська     |                                |                                |                                |                                |  |  |  |  |
|                       |                       |                       |                       |                       |                       |                    |                    |                    |                    |                   |                   |                   |                   |                 |                 |                                              |                                              |                                              |                                              |                                              |                                              |  |  |                              |                              |                              |                              |                              |                              |                   |                   |                             |                             |                             |                             |                                                   |                                                   |                                                   |                                                   |                                                   |                                                   |              |              |              |              |              |              |                         |                         |                         |                         |                            |                            |                            |                            |                                |                                |                                |                                |                                |                                |  |  |  |  |
|                       |                       |                       |                       |                       |                       |                    |                    |                    |                    |                   |                   |                   |                   |                 |                 |                                              |                                              |                                              |                                              |                                              |                                              |  |  |                              |                              |                              |                              | Королівська родина Греції*   |                              |                   |                   |                             |                             |                             |                             |                                                   |                                                   |                                                   |                                                   |                                                   |                                                   |              |              |              |              |              |              |                         |                         |                         |                         |                            |                            |                            |                            |                                |                                |                                |                                |                                |                                |  |  |  |  |
|                       |                       |                       |                       |                       |                       |                    |                    |                    |                    |                   |                   |                   |                   |                 |                 |                                              |                                              |                                              |                                              |                                              |                                              |  |  |                              |                              |                              |                              |                              |                              |                   |                   |                             |                             |                             |                             |                                                   |                                                   |                                                   |                                                   |                                                   |                                                   |              |              |              |              |              |              |                         |                         |                         |                         |                            |                            |                            |                            |                                |                                |                                |                                |                                |                                |  |  |  |  |
|                       |                       |                       |                       |                       |                       |                    |                    |                    |                    |                   |                   |                   |                   |                 |                 |                                              |                                              |                                              |                                              |                                              |                                              |  |  |                              |                              |                              |                              |                              |                              |                   |                   |                             |                             |                             |                             |                                                   |                                                   |                                                   |                                                   |                                                   |                                                   |              |              |              |              |              |              |                         |                         |                         |                         |                            |                            |                            |                            |                                |                                |                                |                                |                                |                                |  |  |  |  |
| Кронпринц Фредерік    | Кронпринц Фредерік    | Кронпринц Фредерік    | Кронпринц Фредерік    | Кронпринц Фредерік    | Кронпринц Фредерік    |                    |                    | Кронпринцеса Мері  | Кронпринцеса Мері  | Кронпринцеса Мері | Кронпринцеса Мері | Кронпринцеса Мері | Кронпринцеса Мері |                 |                 |                                              |                                              |                                              |                                              |                                              |                                              |  |  |                              |                              |                              |                              |                              |                              |                   |                   |                             |                             |                             |                             | Александра, графиня Фредеріксборзька (розл. 2005) | Александра, графиня Фредеріксборзька (розл. 2005) | Александра, графиня Фредеріксборзька (розл. 2005) | Александра, графиня Фредеріксборзька (розл. 2005) | Александра, графиня Фредеріксборзька (розл. 2005) | Александра, графиня Фредеріксборзька (розл. 2005) |              |              | Принц Йоакім | Принц Йоакім | Принц Йоакім | Принц Йоакім | Принц Йоакім            | Принц Йоакім            |                         |                         | Принцеса Марі              | Принцеса Марі              | Принцеса Марі              | Принцеса Марі              | Принцеса Марі                  | Принцеса Марі                  |                                |                                |                                |                                |  |  |  |  |
| Кронпринц Фредерік    | Кронпринц Фредерік    | Кронпринц Фредерік    | Кронпринц Фредерік    | Кронпринц Фредерік    | Кронпринц Фредерік    |                    |                    | Кронпринцеса Мері  | Кронпринцеса Мері  | Кронпринцеса Мері | Кронпринцеса Мері | Кронпринцеса Мері | Кронпринцеса Мері |                 |                 |                                              |                                              |                                              |                                              |                                              |                                              |  |  |                              |                              |                              |                              |                              |                              |                   |                   |                             |                             |                             |                             | Александра, графиня Фредеріксборзька (розл. 2005) | Александра, графиня Фредеріксборзька (розл. 2005) | Александра, графиня Фредеріксборзька (розл. 2005) | Александра, графиня Фредеріксборзька (розл. 2005) | Александра, графиня Фредеріксборзька (розл. 2005) | Александра, графиня Фредеріксборзька (розл. 2005) |              |              | Принц Йоакім | Принц Йоакім | Принц Йоакім | Принц Йоакім | Принц Йоакім            | Принц Йоакім            |                         |                         | Принцеса Марі              | Принцеса Марі              | Принцеса Марі              | Принцеса Марі              | Принцеса Марі                  | Принцеса Марі                  |                                |                                |                                |                                |  |  |  |  |
|                       |                       |                       |                       |                       |                       |                    |                    |                    |                    |                   |                   |                   |                   |                 |                 |                                              |                                              |                                              |                                              |                                              |                                              |  |  |                              |                              |                              |                              |                              |                              |                   |                   |                             |                             |                             |                             |                                                   |                                                   |                                                   |                                                   |                                                   |                                                   |              |              |              |              |              |              |                         |                         |                         |                         |                            |                            |                            |                            |                                |                                |                                |                                |                                |                                |  |  |  |  |
|                       |                       |                       |                       |                       |                       |                    |                    |                    |                    |                   |                   |                   |                   |                 |                 |                                              |                                              |                                              |                                              |                                              |                                              |  |  |                              |                              |                              |                              |                              |                              |                   |                   |                             |                             |                             |                             |                                                   |                                                   |                                                   |                                                   |                                                   |                                                   |              |              |              |              |              |              |                         |                         |                         |                         |                            |                            |                            |                            |                                |                                |                                |                                |                                |                                |  |  |  |  |
| Принц Крістіан        | Принц Крістіан        | Принц Крістіан        | Принц Крістіан        | Принц Крістіан        | Принц Крістіан        |                    |                    | Принцеса Ізабелла  | Принцеса Ізабелла  | Принцеса Ізабелла | Принцеса Ізабелла | Принцеса Ізабелла | Принцеса Ізабелла |                 |                 | Принц Вінсент                                | Принц Вінсент                                | Принц Вінсент                                | Принц Вінсент                                | Принц Вінсент                                | Принц Вінсент                                |  |  | Принцеса Йозефіна            | Принцеса Йозефіна            | Принцеса Йозефіна            | Принцеса Йозефіна            | Принцеса Йозефіна            | Принцеса Йозефіна            |                   |                   | Принц Ніколай               | Принц Ніколай               | Принц Ніколай               | Принц Ніколай               | Принц Ніколай                                     | Принц Ніколай                                     |                                                   |                                                   | Принц Фелікс                                      | Принц Фелікс                                      | Принц Фелікс | Принц Фелікс | Принц Фелікс | Принц Фелікс |              |              | Принц Генрік            | Принц Генрік            | Принц Генрік            | Принц Генрік            | Принц Генрік               | Принц Генрік               |                            |                            | Принцеса Афіна                 | Принцеса Афіна                 | Принцеса Афіна                 | Принцеса Афіна                 | Принцеса Афіна                 | Принцеса Афіна                 |  |  |  |  |

Примітка
* Члени королівської родини Греції не включені до списку

## Порядок престолонаслідування

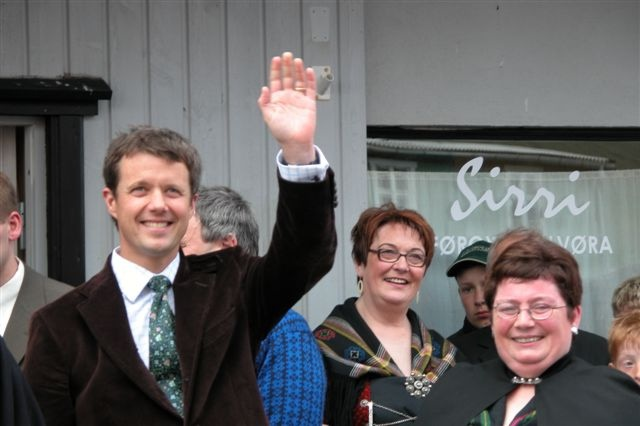
Кронпринц Данії Фредерік

Першим законом, що регулював порядок наслідування данського престолу, був Королівський закон (Kongeloven, Lex Regia), прийнятий 14 листопада 1665 року та опублікований у 1709 році. Згідно з ним данський престол мали успадкувати законні нащадки короля Фредеріка III, а порядок наслідування мав відповідати напівсалічній (агнатично-когнатичній) системі (примогенітурі), за якою корону отримує спадкоємець престолу; серед дітей монарха переважне право мають чоловіки над жінками, серед братів та сестер – старші над молодшими, а серед далеких нащадків Фредеріка III шляхом заміщення більші гілки мають переважне право над меншими. Нащадки-жінки мали право успадкувати престол у випадку, якщо по чоловічій лінії не було законних спадкоємців. Що стосується Гольштейнського та Лауенбурзького герцогств, де король правив як герцог, то тут діяла салічна система (тобто лише нащадки по чоловічій лінії могли отримати престол герцога); згодом за взаємозгодою вони об'єдналися. Герцогства Шлезвізьке (данський лен) Гольштейнське та Лауенбурзьке (німецькі лени) об'єдналися персональною унією з данською короною.
Ця система спричинила проблеми, коли Фредерік VII не лишив по собі дітей, тим самим унеможлививши продовження династії, через що лінії наслідування престолів герцогств та королівства розійшлися. Це означало, що новий король Данії уже не буде герцогом Шлезвіга та Гольштейна. Щоб утвердити право герцогів Ельби на данську корону, у 1852 році було укладено Лондонський протокол, підписаний принцом Кристіаном Шлезвіг-Гольштейнським-Зондербурзьким-Глюксбурзьким як новим спадкоємцем престолу, хоча він згідно примогенітури не був спадкоємцем ані данської корони, ані герцогств Шлезвіг, Гольштейн та Лауенбург. Спочатку прем'єр-міністр Данії Кристіан Альбрехт Блюме прагнув зберегти окремі принципи успадкування, проте врешті-решт керівництво країни затвердило агнатичне наслідування, яке підтримав парламент.
Такий порядок престолонаслудівання діяв близько століття. У 1953 році салічна система змінилась системою з переважним правом спадкоємців-чоловіків, тобто жінки-спадкоємиці також мали право на престол, але лише якщо у них не було братів. У 2009 році порядок наслідування престолу знову змінився, але цього разу на абсолютну примогенітуру (тобто і чоловіки, і жінки мали однакові права на престол). Проте ця зміна не вплинула на чинний порядок престолонаслідування, оскільки це було тоді, коли принц Вінсент ще не народився. 
Поточна черга на данський престол виглядає так:
1. Принц Кристіан
2. Принцеса Ізабелла
3. Принц Вінсент
4. Принцеса Жозефіна
5. Принц Йоакім
6. Принц Ніколай
7. Принц Фелікс
8. Принц Хенрік
9. Принцеса Афіна
10. Принцеса Бенедикта
11. Принцеса Єлизавета

## Привілеї та обмеження
Після того, як 1660 року у Данії відбувся перехід від виборної (принаймні теоретично, хоча зазвичай з 1448 року трон переходив до старшого сина-нащадка Ольденбурзької династії) до спадкової монархії, т.зв. Королівський закон (Kongelov) затвердив правління "Божою милістю" короля Фредеріка III та його нащадків. Всі статті цього закону (окрім статей 21 та 25) згодом були скасовані. У статті 21 зазначено, що "жоден принц по крові, який проживає у нашому королівстві та на його територіях, не може одружуватися, від'їжджати з країни, або служити іншим державам, поки не отримає дозволу короля". Згідно цього положення принци Данії, які постійно проживають на інших територіях за письмовим дозволом данського монарха (тобто. члени королівських династій Греції, Норвегії та Великої Британії), не втрачають свого королівського статусу у Данії та не мають отримувати постійних дозволів на виїзд за кордон або одруження, хоча з 1950 року ті, хто по чоловічій лінії не є спадкоємцями короля Кристіана IX, більше не мають прав на данський престол. Втім, принци, які проживають  у Данії та на її територіях, все ж таки мають отримувати дозвіл монарха на виїзди та одруження.
У статті 25 йдеться про членів королівської династії: "Вони не мають відповідати перед суддями, але їхнім першим та останнім суддею буде король або особа, яку він призначить.". Дія цієї статті не розповсюджується на членів родини, які не є родичами монарха країни (напр. чинна кронпринцеса Данії).
Хоча всі інші статті Королівського закону були скасовані змінами до Конституції, внесеними у 1849, 1853, 1953 та 2009 роках, ці дві статті дотепер зберігають свою силу.

## Фінанси
Королівський дім Данії щорічно отримує від держави бл. 98 млн крон. Королева Маргрете II отримує 76 млн крон завдяки апанажу; 10% з них отримував принц Хенрік, а 1,5% – принцеса Бенедикта.
Окрім того, кронпринц Фредерік та принц Йоакім щорічно отримують 18,7 та 3,3 млн крон відповідно. Кронпринцеса Мері отримує 10% від суми, яка передбачена для кронпринца.
Королева Маргрете, її чоловік, принцеса Бенедикта, кронпринц Фредерік та кронпринцеса Мері, а також принц Йоакім разом з принцесою Мері не сплачують ані за реєстрацію транспортних засобів та податки на них, ані податків на дохід або ПДВ. На них розповсюджуються загальні правила сплати податку на дохід та дарування, так само як і податків на майно.

## Релігійні події королівської родини

### 1935-1999 рр.
| Рік  | Дата         | День тижня | Подія       | Королівська особа                     | Церква                                      | Примітка                       |
| ---- | ------------ | ---------- | ----------- | ------------------------------------- | ------------------------------------------- | ------------------------------ |
| 1935 | 24 травня    | Субота     | Весілля     | Король Фредерік IX та королева Інгрід | Церква святого Миколая, Стокгольм           |                                |
| 1940 | 14 травня    | Субота     | Хрестини    | Королева Маргрете                     | Церква Гольменс, Копенгаген                 |                                |
| 1955 | 1 квітня     | П'ятниця   | Конфірмація | Королева Маргрете                     | Церква палацу Фреденсборг                   |                                |
| 1967 | 10 червня    | Субота     | Весілля     | Королева Маргрете та принц Хенрік     | Церква Гольменс                             |                                |
| 1968 | 24 червня    | Понеділок  | Хрестини    | Кронпринц Фредерік                    | Церква Гольменс                             |                                |
| 1969 | 15 липня     | Вівторок   | Хрестини    | Принц Йоакім                          | Орхуський собор                             |                                |
| 1972 | 24 січня     | Понеділок  | Похорон     | Фредерік IX                           | Каплиця палацу Крістіансборґ/Собор Роскілле | Роки життя: 1899-1972          |
| 1981 | 28 травня    | Четвер     | Конфірмація | Кронпринц Фредерік                    | Церква палацу Фреденсборг                   |                                |
| 1982 | 10 червня    | Четвер     | Конфірмація | Принц Йоакім                          | Церква палацу Фреденсборг                   |                                |
| 1995 | 18 листопада | Субота     | Весілля     | Принц Йоакім та принцеса Александра   | Церква палацу Фреденсборг                   | Розлучилися 8 квітня 2005 року |
| 1999 | 6 листопада  | Субота     | Хрестини    | Принц Ніколай                         | Церква палацу Фреденсборг                   |                                |

### 2000 р. – наш час
| Рік  | Дата         | День тижня | Подія       | Королівська особа                       | Церква                                       | Примітка              |
| ---- | ------------ | ---------- | ----------- | --------------------------------------- | -------------------------------------------- | --------------------- |
| 2000 | 14 листопада | Вівторок   | Похорон     | Королева Інгрід                         | Каплиця палацу Крістіансборґ/Собор Роскілле  | Роки життя: 1910-2000 |
| 2002 | 4 жовтня     | П'ятниця   | Хрестини    | Принц Фелікс                            | Мьоґельтьоннерська церква, м. Мьоґельтьоннер |                       |
| 2004 | 14 травня    | П'ятниця   | Весілля     | Кронпринц Фредерік та кронпринцеса Мері | Церква Вор Фруе (Копенгагенський собор)      |                       |
| 2006 | 21 січня     | Субота     | Хрестини    | Принц Кристіан                          | Каплиця палацу Крістіансборґ                 |                       |
| 2007 | 1 липня      | Неділя     | Хрестини    | Принцеса Ізабелла                       | Церква палацу Фреденсборг                    |                       |
| 2008 | 24 травня    | Субота     | Весілля     | Принц Йоакім та принцеса Марі           | Мьоґельтьоннерська церква                    |                       |
| 2009 | 26 липня     | Неділя     | Хрестини    | Принц Хенрік                            | Мьоґельтьоннерська церква                    |                       |
| 2011 | 14 квітня    | Четвер     | Хрестини    | Принц Вінсент                           | Церква Гольмен                               |                       |
| 2011 | 14 квітня    | Четвер     | Хрестини    | Принцеса Жозефіна                       | Церква Гольмен                               |                       |
| 2012 | 20 травня    | Неділя     | Хрестини    | Принцеса Афіна                          | Мьоґельтьоннерська церква                    |                       |
| 2013 | 18 травня    | Субота     | Конфірмація | Принц Ніколай                           | Церква палацу Фреденсборг                    |                       |
| 2017 | 1 квітня     | Субота     | Конфірмація | Принц Фелікс                            | Церква палацу Фреденсборг                    |                       |
| 2018 | 20 лютого    | Вівторок   | Похорон     | Принц Хенрік                            | Каплиця палацу Крістіансборґ                 | Роки життя: 1934-2018 |

## Королівські герби та монограми

Герб Данії
Королівський герб Данії
Королівське знамено Данії

Королівська монограма королеви Маргрете II
Особиста монограма королеви Маргрете
Спільна монограма королеви та її чоловіка, принца Хенріка
Герб кронпринца Данії
Знамено кронпринца
Королівська монограма кронпринца
Спільна монограма кронпринца та його дружини, кронпринцеси Мері
Монограма кронпринцеси Мері
Герб кронпринцеси Мері
Королівська монограма принца Кристіана
Королівська монограма принцеси Ізабелли
Королівська монограма принца Йоакіма
Герб принца Йоакіма
Королівська монограма принцеси Бенедикти
Герб принцеси Анни-Марії

## Нотатки
1Діти принцеси Бенедикти не мають прав на престол. Це пов'язано з тим, що виданий їй дозвіл на шлюб має особливі положення: якщо Бенедикта колись стане спадкоємицею престолу, то вона разом з чоловіком має постійно оселитись у Данії. Їх діти будуть мати право престолонаслідування лише у випадку, якщо вони заявлять про бажання натуралізуватися в країні до повноліття та оселяться тут: (a) під час становлення безпосереднім спадкоємцем престолу та (b) не пізніше, аніж вони досягнуть віку обов'язкової шкільної освіти згідно з данським законодавством. Оскільки діти Бенедикти продовжували освіту в Німеччині довгий час після досягнення цього віку, вони втратили свої можливі права на престол Данії.
2Королева Анна-Марія не має прав на престол так само як і її нащадки; отриманий нею дозвіл на весілля передбачав її відмову від претензій на данський престол на користь того, що вона стане королевою-консортом Греції.

## Зовнішні посилання
- Kongehuset.dk [Архівовано 29 жовтня 2019 у Wayback Machine.](дан.) - Офіційна сторінка данської монархії.
- Графи та графині Розенборзькі [Архівовано 8 квітня 2018 у Wayback Machine.](дан.)